# Roade
Roade – wieś w Anglii, w hrabstwie Northamptonshire, w dystrykcie (unitary authority) West Northamptonshire. Leży 9 km na południe od miasta Northampton i 90 km na północny zachód od Londynu. W 2001 miejscowość liczyła 2254 mieszkańców.